# SBB HGe 4/4 II (1951-1952)
De HGe 4/4 is een elektrische locomotief van de SBB Brünigbahn.

## Geschiedenis
Deze locomotieven werden in de jaren 1980 door Schweizerische Lokomotiv- und Maschinenfabrik (SLM), Brown, Boveri & Cie (BBC) en Asea Brown Boveri (ABB) ontwikkeld en gebouwd voor de SBB Brünigbahn als HGe 4/4 II en de Furka-Oberalp-Bahn (FO) en de Brig-Visp-Zermatt-Bahn (BVZ) ) als HGe 4/4 II.
In 1990 werden de locomotieven verkocht aan de Furka-Oberalp-Bahn (FO) en ingezet als HGe 4/4 II. De transformatoren uit de locomotieven werden verwijderd en in de nieuwe locomotieven van de serie SBB HGe 101 geplaatst.

## Constructie en techniek
De locomotieven zijn opgebouwd met een lichtstalen frame. De locomotief is voorzien kleine gelijkstroommotoren die traploos door  thyristoren werden aangestuurd. De techniek van deze locomotief is afgeleid van de in 1984 ontwikkelde locomotieven voor de Schweizerische Bundesbahnen van het type Re 4/4 IV en NPZ.

### Tandradsysteem
Deze locomotieven zijn voorzien van het tandradsysteem Riggenbach. Riggenbach is een tandradsysteem ontwikkeld door de Zwitserse constructeur en ondernemer Niklaus Riggenbach (1817-1899).

### Nummers
| Nummer | Naam   | Opmerking                                  |
| ------ | ------ | ------------------------------------------ |
| 1951   | (geen) | ex Brünigbahn 1951, prototype, nu MGB: 104 |
| 1952   | (geen) | ex Brünigbahn 1952, prototype, nu MGB: 105 |

## Treindiensten
De locomotieven werden door de SBB Brünigbahn ingezet op de volgende traject:
- Luzern – Interlaken Ost